# Чиганаки
Чиганаки — хутор в Котельниковском районе Волгоградской области, в составе Красноярского сельского поселения. Население — 324 (2010)

## История
Образован в 1949 году в результате переселения из зоны затопления Цимлянского водохранилища жителей хуторов Дальние и Ближние Чиганаки.
Даты основания хуторов не установлены. Оба хутора относились к юрту станицы Потёмкинской Второго Донского округа Земли Войска Донского (с 1870 года — Область Войска Донского).
В 1921 году в составе Второго Донского округа хутора включены в состав Царицынской губернии. С 1928 года — в составе Котельниковского района Сталинградского округа (округ ликвидирован в 1930 году) Нижневолжского края (с 1934 года — Сталинградский край). Оба хутора относились к Потёмкинскому сельсовету. В 1935 году Потёмкинский сельсовет включён в состав Верхне-Курмоярского района Сталинградского края (с 1936 года — Сталинградской области).
С августа по декабрь 1942 года хутора Дальние и Ближние Чиганаки, как и другие населённые пункты района, были оккупированы фашистами.
В 1950 году в связи с упразднением Верхне-Курмоярского района хутор Чиганаки в составе Потёмкинского сельсовета был передан в состав Котельниковского района. Решением Сталинградского облисполкома от 7 мая 1953 года № 16/984 хутор Чиганаки из Потемкинского сельского Совета передан в административно-территориальное подчинение Красноярского сельсовета.

## Физико-географическая характеристика
До заполнения Цимлянского водохранилища хутора Дальние и Ближние Чиганаки располагались при пойменных озёрах на правом берегу реки Дон, южнее станицы Потёмкинской. В настоящее время хутор Чиганаки расположен на восточном берегу Цимлянского водохранилища, между посёлком Приморский и хутором Красноярский. Рельеф местности равнинный, имеет незначительный уклон к водохранилищу. Центр хутора расположен на высоте около 40 метров над уровнем моря. Почвы каштановые солонцеватые и солончаковые.
Хутор состоит из 7 улиц.
Географическое положение
По автомобильным дорогам расстояние до областного центра — города Волгограда (до центра города) составляет 220 км, до районного центра — города Котельниково составляет 47 км, до административного центра сельского поселения хутора Красноярский — 11 км.
Часовой пояс
Чиганаки, как и вся Волгоградская область, находится в часовой зоне МСК (московское время). Смещение применяемого времени относительно UTC составляет +3:00.

## Население
| Население        | 1859 | 1873 | 1897 | 1915 |
| ---------------- | ---- | ---- | ---- | ---- |
| Ближние Чиганаки | 96   | 166  | 270  | 389  |
| Дальние Чиганаки | 235  | 331  | 413  | 403  |

| 2002 |
| ---- |
| 402  |

| 2010 |
| ---- |
| 324  |